# Nozières (Cher)
Nozières település Franciaországban, Cher megyében. Lakosainak száma 234 fő (2022. január 1.). Nozières Bruère-Allichamps, Farges-Allichamps, Orcenais, Orval és Vallenay községekkel határos.

## Népesség
A település népességének változása:
| Lakosok száma | 189  | 154  | 228  | 229  | 228  | 218  | 215  | 213  | 220  | 234  |
|               | 1968 | 1982 | 1990 | 2006 | 2013 | 2015 | 2017 | 2019 | 2020 | 2022 |